# 静香のコンサート'92 "声を聴かせて"
『静香のコンサート'92 "声を聴かせて"』（しずかのコンサート ナインティツー "こえをきかせて"）は、工藤静香通算5作目のライブ・ビデオ。1992年9月18日発売。発売元はポニーキャニオン。規格品番：PCVP-50987（VHS）。2007年9月19日にDVD化された。

## 解説
NHKホールで開催された公演を収録した映像作品。スタジオ・アルバム『Trinity』（1992年3月18日発売、PCCA-00352）を引っ下げて行われたコンサート・ツアーとなる。なお、『Trinity』からは、「マジック」「黄昏が夜になる」を除いたすべてが収録された。
ソロ・デビュー曲「禁断のテレパシー」から、ライブ開催時の最新シングル「うらはら」まで、計16作のシングルA面曲のうち、「千流の雫」「私について」を除く全ての歌唱映像を収録。
セットリストのうち、「声を聴かせて」はCDパッケージ発売前の楽曲であった。本ビデオソフト発売約一ヶ月前の1992年8月21日にシングル化された。
VHS・LD（PCLP-00375）のほか、2007年9月19日にはソロ・デビュー20周年を記念し、それまでに発表された全ライブビデオを収納したDVD-BOX『Shizuka Kudo THE LIVE DVD COMPLETE BOX』（PCBP-51826）がリリースされ、本作品も初めてDVD化された。

## 収録曲
1. プロローグ 〜 抱いてくれたらいいのに
2. 愛が痛い夜
3. ぼやぼやできない
4. 黄砂に吹かれて
  - 太陽誘電カセットテープ「That's」CMソング。
5. あなたのいない風景
6. my eyes
7. とても小さな傷心
8. ふたりにさせて
9. 嵐の素顔
10. パッセージ 〜 MOONLIGHTのせいじゃない
11. 奇跡の肖像
12. ミステリアス
13. 恋一夜
  - 箱根彫刻の森美術館 イメージソング。
14. 素直に言って
15. 捨てられた猫じゃないから
16. メタモルフォーゼ
  - フジテレビ系列TVドラマ『なんだらまんだら』主題歌。
17. 霧の彼方へ
18. 禁断のテレパシー 〜 くちびるから媚薬 〜 FU-JI-TSU 〜 Again
19. うらはら
20. めちゃくちゃに泣いてしまいたい
21. MUGO・ん…色っぽい
  - カネボウ化粧品 '88秋 キャンペーン・ソング。
22. ニュースの中の青春
23. 声を聴かせて
  - 日本テレビ系列TVドラマ『教師夏休み物語』挿入歌。

## 関連作品
- ミステリアス - M-10・12・
- JOY - M-7・11・13
- rosette - M-14
- mind Universe - M-3
- Trinity - M-5・6・8・10・15・17・20・22
- ミレニアム・ベスト - M-19
- Shizuka Kudo 20th Anniversary the Best - M-1・3・4・9・13・16・18・20・21・23
- 20th Anniversary B-side collection - M-2